# Jahrmarkt der Eitelkeiten (Film)
Jahrmarkt der Eitelkeiten (Originaltitel: Becky Sharp) ist ein US-amerikanischer Historienfilm aus dem Jahr 1935, der auf Teilen des Romans Jahrmarkt der Eitelkeit von William Makepeace Thackeray basiert. Es ist der erste abendfüllende Spielfilm, der komplett im neuentwickelten 3-Farben-Technicolor gedreht wurde. Die Hauptrolle der Antiheldin Becky Sharp spielt Miriam Hopkins unter der Regie von Rouben Mamoulian. Der Film war ein finanzieller Reinfall und löste entgegen den Hoffnungen der Produzenten keinen Boom des Farbfilms aus.

## Handlung
Um 1800 lässt die Waise Becky Sharp nichts unversucht, den sozialen Aufstieg zu schaffen. Sie nutzt die Gutmütigkeit ihrer treuen und wohlhabenden Freundin Amelia Sedley schamlos aus, scheitert jedoch bei ihrem Versuch, Amelias Bruder Joseph zu verführen und zu heiraten. Enttäuscht geht Becky als Gouvernante zum exzentrischen Sir Pitt Crawley, wo sie dessen verarmten, aber charmanten Sohn Rawdon Crawley, einen Offizier und Lebemann, in die Ehe lockt. In der Folgezeit schafft Becky es dank ihres Charmes, die Spitzen der Gesellschaft für sich einzunehmen. Sie steigt immer weiter auf in der Gunst und ist kurz davor, den Thronfolger für sich einzunehmen, als ihr Niedergang seinen Lauf nimmt. Die Dinge kumulieren am Abend vor der Schlacht bei Waterloo. Becky, die mit ihrem Mann in Brüssel glänzenden Hof hält, versucht, die hohen Spielschulden ihres Mannes zu begleichen, indem sie sich dem verkommenen Lord Styne hingibt. Dann steht plötzlich Rawdon in der Tür des Separees und der darauffolgende Skandal lässt Becky ohne Ehemann und ohne Geld, verachtet von der Gesellschaft zurück. Sie sinkt immer tiefer und tiefer, um am Ende in einem billigen Gasthaus zu landen. Erst zum Schluss wird sie aus der Schande erlöst, als ihr ein entfernter Verwandter etwas Geld zukommen lässt. Becky zahlt ihre Schulden zurück und kann endlich nach Indien gehen, wo Amelias Bruder Joseph sehnsüchtig auf sie wartet.

## Hintergrund
Die entsprechenden technischen Voraussetzungen für die Produktion von Farbfilmen lagen im Prinzip seit 1928 bereit. Besonders die Firma Technicolor forcierte die Entwicklung, so dass sie bald der Marktführer für die notwendige technische Ausrüstung in diesem Segment wurden. Der sogenannte „zweite subtraktive Technicolor-Prozess (auch 2-Farben Technicolor)“ war eine Vorstufe zum vollentwickelten „echten 3-Farben Technicolor“. Er arbeitete mit den Farben Cyan und Magenta. Bis 1934 gab es etwa 78 Produktionen, von denen jedoch ein Großteil nur einzelne Farbsequenzen enthielten. Bekannte Filme aus dieser frühen Periode des Farbfilms waren der Horrorfilm Das Geheimnis des Wachsfigurenkabinetts von 1933 und die aufwändige Musikrevue King of Jazz aus dem Jahr 1930. Die für den Zuschauer relativ unnatürlich und künstlich wirkende Farbgebung sowie der fehlende Verwendung von Farbe als Mittel der Dramaturgie verhinderten den Durchbruch der Technologie auf dem Massenmarkt.
Erst mit der Etablierung des 3-Farben-Druckverfahren, bei dem auch die Farbe Gelb mit integriert wurde, konnten ohne Einschränkung sämtliche Farben wiedergeben werden. Ab Mitte 1932 produzierte Walt Disney zahlreiche seiner Cartoons und Kurzfilme in dem neuentwickelten Farbverfahren. Allmählich begannen Experimente mit Kurzfilmen, um die notwendigen Erfahrungen für einen abendfüllenden Spielfilm zu sammeln. Disney scheiterte 1933 mit seinen Plänen, eine Adaption von Alice im Wunderland mit Mary Pickford zu verwirklichen. Ermuntert durch den großen finanziellen und künstlerischen Erfolg des Kurzfilms La Cucaracha gründete der Filmenthusiast John Hay „Jock“ Whitney gemeinsam mit seinem Cousin Cornelius Vanderbilt Whitney die Gesellschaft Pioneer Pictures, die exklusiv mit Technicolor Farbfilme produzierte.
Schließlich einigten sich die Beteiligten im August 1934 auf Becky Sharp als erstes Projekt für einen abendfüllenden Spielfilm. Das Drehbuch basiert sehr lose auf dem Roman Jahrmarkt der Eitelkeit von William Makepeace Thackeray, wandelt die Ereignisse jedoch an vielen Stellen entscheidend ab. Die weibliche Hauptrolle übernahm Miriam Hopkins, die Regie führte zuerst Lowell Sherman, der jedoch Ende Dezember 1934 überraschend verstarb. Die Produzenten beauftragten daraufhin Rouben Mamoulian, der das gesamte bereits abgedrehte Material verwarf und komplett neu begann. Mamoulian erkannte rasch die dramaturgischen Möglichkeiten, die der Farbfilm eröffnete. Im Verlauf der Handlung nutzt er die verschiedenen Schattierungen, um Gefühle und innere Entwicklungen auf optisch zu verstärken bzw. zu illustrieren. Besonders der Ball der Herzogin gegen Ende des Films wurde einhellig gelobt für die geschickte Ausnutzung von Farbe, Licht, Schatten und Dekor, die bei Mamoulian zu einer künstlerischen Einheit verschmelzen.
Aufgrund der turbulenten Dreharbeiten eskalierten die Kosten am Ende auf 950.000 US-Dollar, die an der Kinokasse nicht wieder eingespielt werden konnten. Durchwachsene Kritiken, die besonders das inkohärente Drehbuch und den sehr freien Umgang mit der Vorlage bemängelten, taten ein Übriges, die Zuschauer aus den Kinos fernzuhalten. Der von allen Beteiligten erhoffte Durchbruch des Farbfilms analog zum Siegeszug des Tonfilms blieb aus. Die meisten Studios scheuten die hohen Investitionen und so dauerte es schließlich bis Anfang der 1940er, dass die Verwendung von Farbe allmählich nicht mehr die Ausnahme, sondern die Regel wurde.

## Kritiken
Neben den Vorwürfen gegenüber dem Drehbuch fanden einige Kritiker auch keinen Zugang zur Verwendung von Farbe im Film. Ein Rezensent befand, die Schauspieler würden aussehen wie gekochter Lachs in Mayonnaise. („the cast looked like boiled salmon dipped in mayonnaise“).
Der Filmkritiker Pem ließ im Dezember 1935 im Der Morgen – Wiener Montagblatt kein gutes Haar an dem Streifen: „Nun ist der erste, große Farbentonfilm, ‚Becky Sharp‘ [US-amerikanischer Originaltitel, unter dem der Film auch in Österreich gezeigt wurde][,] auch nach Wien gelangt; aber das Publikum wird wenig Freude an der neuen Erfindung haben, weil dieser verfilmte Thackeray-Roman zu einfältig ist. Ich gestehe, die Handlung einfach nicht begriffen zu haben; von Rouben Mamoulians Regiekunst spürt man keinen Hauch – der Regisseur des ‚Schloß im Mond‘ war wohl von allen guten Filmgeistern verlassen. Was hier schon vor einigen Wochen über den Farbenfilm gesagt wurde, bleibt bestehen: Das Verfahren ist vielversprechend und schon recht gut; nur sollte man nicht realistische, sondern romantische Stoffe wählen oder die Farbe am besten als dramaturgischen Akzent verwenden.“

## Auszeichnungen
Bei der Oscarverleihung 1936 erhielt der Film eine Nominierung in der Kategorie
- Beste Hauptdarstellerin

2019 wurde der Film in das National Film Registry aufgenommen.